# Aranda Pacha
Pour les articles homonymes, voir Aranda.
Œuvres principales
- Fugues

Le musicien Fernando Aranda fut organiste, pianiste, et compositeur à Madrid, Paris et Bruxelles avant de partir en Turquie où il fut chargé par le Sultan Abdülhamid II de réorganiser les musiques de l’Armée ottomane et prit la direction de l’Orchestre Impérial. 
Aranda fut alors élevé au rang de pacha et nommé Général de Division de l'Empire ottoman.

## Biographie

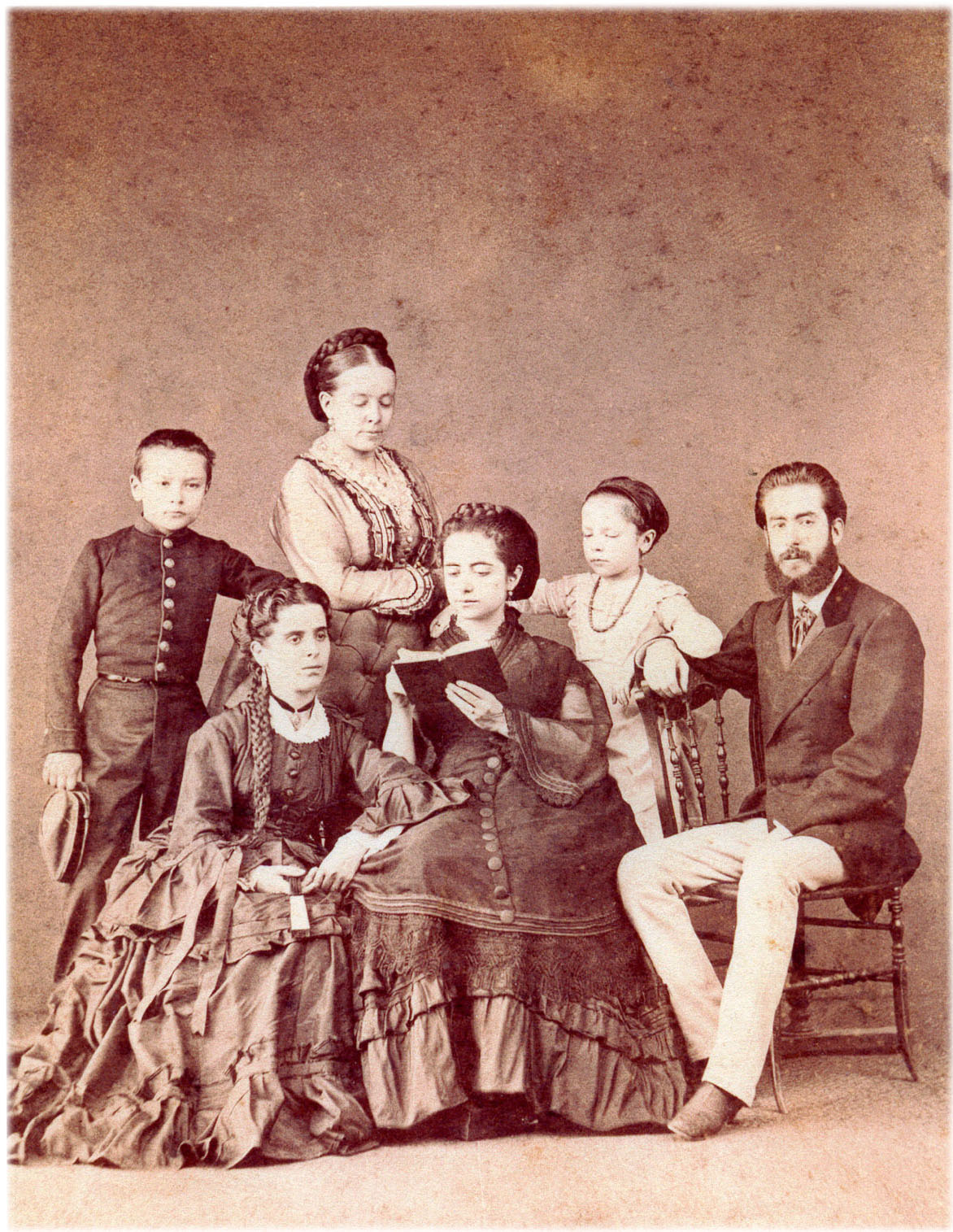
Fernando Aranda (à droite) avec sa mère et ses proches.

Fernando Aranda (ou de Aranda) est né à Madrid  le 8 mars 1846. Fils naturel d’un Grand d’Espagne  Fernando de Eraso Aranda y Salazar et d’une bordelaise , il est élevé dans une famille aisée à Séville, puis à Madrid où il reçoit son éducation musicale et travaille surtout l’orgue.
C’est en 1867 à Bruxelles qu’il reçoit les 1er prix d'orgue, de piano et de musique classique, puis il retourne à Madrid où il devient professeur de piano au Conservatoire et écrit une collection d’études et de fugues. 

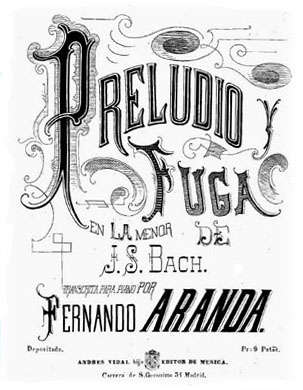

Il est ensuite mandaté par le Ministère de l’Instruction Publique pour participer à l'exposition universelle de 1878 à Paris. Il revient à Madrid puis repart à nouveau à Paris et installe un orgue dans sa demeure à la Cité Malesherbes où vivent de nombreux artistes. Pendant cette période, il joue aussi aux concerts  Colonne  et  Lamoureux.
En 1886, une délégation diplomatique turque, sur la requête du Sultan, vient lui demander de venir à Constantinople pour un an. Installé à la cour, il est chargé de la réorganisation des fanfares de l’empire et on lui donne la direction de l’orchestre impérial. Le Sultan Abdul Hamid II était un grand mélomane ; il charge Aranda de l’éducation musicale de sa nombreuse progéniture. Il élève Fernando Aranda à la dignité de « Pachà o Baja » et le nomme Général de l’Armée Ottomane, ce qui lui assure un revenu élevé.
En 1907, Aranda Pacha retourne temporairement en Espagne avec sa fille Germaine de Aranda Constantin qui devient une violoniste virtuose, prochede Pablo Casals. 
En avril 1909, la destitution de son bienfaiteur provoque un virage brutal dans sa vie. Après 23 ans passés en Turquie, le Maître Aranda s’installe à Barcelone et se consacre principalement à la carrière musicale de sa fille. Son fils Fernando de Aranda González (Madrid 1878 - Damas 1969) restera en Syrie et deviendra diplomate et architecte, il sera connu comme "l'architecte de Damas". 
Fernando Aranda décède en 11 septembre 1919 à Barcelone. 
Peu de temps avant sa fin, il fait don à l’Orféo Català (Orphéon Catalan) de tout le matériel d’orchestre et des œuvres symphoniques qu’il avait accumulés quand il était intendant général des musiques de Turquie.

## Littérature
- Ayşe Osmanoğlu, Avec mon père le sultan Abdulhamid : De son palais à la prison, Paris, L'Harmattan, 1991, 313 p. (ISBN 978-2-7384-1043-6, BNF 35484634)

- (es) Alejandro Lago y Pablo Fernández, Fernando de Aranda, : Un arquitecto espanol en Siria, Carthagène, Institut Cervantès, 2005